# Samson i Dalila (obraz Rembrandta)
Samson i Dalila – obraz holenderskiego malarza Rembrandta Harmenszoona van Rijn.
Obraz sygnowany u dołu po lewej: RHL 1628 (Rembrandt Harmensz. Leydensis).
Samson był jednym z ulubionych bohaterów Rembrandta. Przedstawiał go w różnych epizodach opisanych w Starym Testamencie, często interpretując je na swój indywidualny sposób. Namalował pięć scen z życia Samsona: najwcześniejszym i najmniejszym jest Samson i Dalila, następnie namalował Wesele Samsona, Samson grożący teściowi, Samson zdradzony przez Dalilę i Oślepienie Samsona.

## Geneza
Temat obrazu został zaczerpnięty ze Starego Testamentu z Księgi Sędziów. Ilustruje finał historii Filistynki Dalili i zakochanego w niej mocarza Samsona. Dalila była wysłanniczką Filistynów. Miała dowiedzieć się, gdzie tkwi przyczyna niezwyciężonej siły Samsona, i wydać go jego wrogom. Po trzykrotnej próbie wyciągnięcia tajemnicy od zakochanego Samsona, w końcu Dalili udało się odkryć tajemnicę siły mężczyzny: 

...wówczas otworzył przed nią całe swoje serce i wyznał jej: „Głowy mojej nie dotknęła nigdy brzytwa, albowiem od łona matki jestem Bożym nazirejczykiem. Gdyby mnie ogolono, siła moja odejdzie, osłabnę i stanę się zwykłym człowiekiem”. Dalila zrozumiawszy, że jej otworzył całe swe serce, posłała po władców filistyńskich z wiadomością: „Przyjdźcie jeszcze raz, gdyż otworzył mi całe swoje serce”. Przyszli więc do niej władcy filistyńscy, niosąc srebro w swoich rękach. Tymczasem uśpiła go na kolanach i przywołała jednego z mężczyzn, aby mu ogolił siedem splotów na głowie. (...) Wówczas Filistyni pojmali go, wyłupili mu oczy i zaprowadzili do Gazy, gdzie przykuty dwoma łańcuchami z brązu musiał w więzieniu mleć ziarno. (Sdz 16:17-21)

## Opis obrazu
Rembrandt zilustrował moment, gdy Dalila obcina włosy Samsonowi śpiącemu jeszcze na jej kolanach. Jej głowa odwrócona ku wejściu do namiotu, w którym pojawiają się filistyńscy oprawcy. Jej twarz wyraża przerażenie, nie tyle czynem i zdradą, jakiej się dopuściła, ile groźnym wyglądem napastnika trzymającego nóż, gotowego do zadania ciosu. Zza zasłony wystaje głowa nadciągającego kolejnego Filistyna. W 1636 roku Rembrandt powrócił do tego samego wątku, ale ukazał go z jeszcze większym tragizmem i brutalnością.

## Proweniencja
Obraz znajdował się w kolekcji Wilhelma II Hohenzollerna w Berlinie, dokąd trafił z Niderlandów prawdopodobnie w 1742 dzięki królowi Prus Fryderykowi II Wielkiemu. W 1906 został przekazany do Gemäldegalerie w Berlinie.